# Cobla-Orquestra Antiga Pep
La Cobla Antiga Pep va ser una cobla de sardanes de Figueres, fundada per músics provinents de la “Cobla de Figueres” o la Cobla d'en Pep Ventura, el 1874, entre ells en Pep Ventura i el seu fill Benet Ventura i Llandrich que va rebre aquesta denominació després diverses escissions i canvis de nom, “Cobla-Orquestra Erato”, “Cobla d'en Pep”, i “Cobla del hijo d'en Pep”. En 1908 van actuar a París, al Théâtre de l'Odéon i Olympia, donant a conèixer les sardanes i sent enregistrats per Pathé, i van a Londres aquell any, tornant a Paris en 1909 i 1913.

## Directors
Des que la Cobla Antiga Pep va adoptar aquesta denominació el 1890 fins a la seva dissolució definitiva el 1952 els directors que va tenir són els següents:
| Nom                       | Data Naixement                     | Data defunció               | Període Direcció | Font                                                                                  |
| ------------------------- | ---------------------------------- | --------------------------- | ---------------- | ------------------------------------------------------------------------------------- |
| Benet Ventura i Llandrich | Figueres, 1858                     | Figueres, 13 Setembre 1890  | del 1875 al 1890 | Musics per la Cobla                                                                   |
|                           |                                    |                             | del 1890 al 1898 |                                                                                       |
| Antoni Juncà i Soler      | Figueres,17 Maig 1875              | Saragossa, 19 Febrer 1952   | del 1898 al 1900 | (Revista de Girona 256-2009)                                                          |
| Agustí Cervera i Marquès  | Castelló d'Empúries, 15 Gener 1870 | Barcelona, 16 Desembre 1947 | del 1900 al 1908 | Arxiu familiar Cervera. Roses                                                         |
| Joan Juanola              |                                    |                             | del 1908 al 1909 | Arxiu familiar Cervera. Roses                                                         |
| Bonaventura Daró          | Vilajuiga                          |                             | del 1909 al 1911 | Arxiu familiar Cervera. Roses                                                         |
| Enric Sans i Salellas     | Figueres, 10 Setembre 1890         | Figueres, 11 Febrer 1953    | del 1911 al 1914 | Padrosa Gorgot, Inés. Diccionari biogràfic de l'Alt Empordà. Girona: Diputació, 2009. |
| Jaume Túrias Canadell     |                                    | Figueres 17 Novembre 1963   | del 1914 al 1944 | Làpida funeraria cementiri de Figueres                                                |
| Florenci Mauné Marimont   | Figueres, 18 juliol 1925           | Figueres, 13 juliol 1995    | del 1944 al 1952 | Amics Florenci Mauné-Montserrat Mauné Roca                                            |